# 坎比 (加利福尼亞州)
坎比（英語：Canby）是位於美國加利福尼亞州莫多克縣的一個人口普查指定地區。

## 地理
坎比的座標為41°26′38″N 120°52′13″W / 41.44389°N 120.87028°W，而該地最高點為海拔高度1315米（即4314英尺）。

## 人口
根據2010年美國人口普查的數據，坎比的面積為5.982平方千米，當中陸地面積為5.875平方千米，而水域面積為0.107平方千米。當地共有人口315人，而人口密度為每平方千米52人。